# Diphucephala colaspidoides
Diphucephala colaspidoides är en skalbaggsart som beskrevs av Gyllenhall 1817. Diphucephala colaspidoides ingår i släktet Diphucephala och familjen Melolonthidae. Inga underarter finns listade i Catalogue of Life.